# Neobuthus awashensis
Espèce
Neobuthus awashensis est une espèce de scorpions de la famille des Buthidae.

## Distribution
Cette espèce se rencontre dans la dépression de l'Afar en Éthiopie et en Somalie au Somaliland,.

## Description
Le mâle holotype mesure 21 mm et la femelle paratype 29 mm.
Les mâles mesurent de 18 à 22 mm et les femelles 22,5 à 30 mm.

## Étymologie
Son nom d'espèce, composé de awash et du suffixe latin -ensis, « qui vit dans, qui habite », lui a été donné en référence au lieu de sa découverte, Awash.

## Publication originale
- Kovarik & Lowe, 2012 : « Review of the Genus Neobuthus Hirst, 1911 with Description of a New Species from Ethiopia (Scorpiones: Buthidae). » Euscorpius, no 138, p. 1-25 (texte intégral).